# Paralimna texana
Paralimna texana är en tvåvingeart som beskrevs av Cresson 1915. Paralimna texana ingår i släktet Paralimna och familjen vattenflugor. Inga underarter finns listade i Catalogue of Life.